# Delta Trianguli
Delta Trianguli is een tweevoudige ster met een spectraalklasse van G0.V en K4.V. De ster bevindt zich 35,59 lichtjaar van de zon.